# Rania Burns
Pour les articles homonymes, voir Burns.
 Rania Burns  est une joueuse canadienne de rugby à XV, née le 7 août 1976, mesurant 1,80 m pour 82 kg, et occupant le poste de deuxième ligne (n° 4) aux Lephrecan Tigers.
Elle travaille aussi dans le marketing sur le vin.

## Palmarès
(au 30.08.2006)
- 12 sélections en Équipe du Canada de rugby à XV féminin
- participation à la Coupe du monde féminine de rugby à XV 2006